# Katarina Živković
Katarina Živković (* 2. Juli 1989 in Leskovac, Jugoslawien) ist eine serbische Pop-Folk-Sängerin. Sie machte 2007 bei der serbischen Castingshow Zvezde Granda mit. Bekannter war allerdings ihre Teilnahme bei der serbischen Realityshow Farma.

## Diskographie
- (2007) Kad te ne volim
- (2008) Čuvaću tvoju sliku
- (2009) Može crni, može plavi (Duet Silvija Nedeljković)
- (2010) Ako se rastanemo jednom III Grand festival
- (2011) Ko me zna
- (2011) Ljubav
- (2012) Ovo je zemlja Srbija
- (2012) Slaži me još jednom (Duet Rade Davidović)
- (2012) Devet meseci IV Grand festival
- (2012) Da mi je

Bekannt sind auch ihre Songs mit dem serbischen Rapper SHA, zum Beispiel Ludo Srce (2013) und Ljubi me (2014).